# Henri II de Grandpré
Henri II de Grandpré, surnommé Walfard ou Wafflart, né vers 1130 et mort entre 1188 et 1190, est comte de Grandpré. Il est le fils de Henri Ier de Grandpré, comte de Grandpré, seigneur de Château-Porcien et avoué de Verdun, et de son épouse Béatrix de Joinville.

## Biographie
À la mort de son père Henri Ier de Grandpré vers 1150, il lui succède en tant que comte de Grandpré tandis que son frère puîné Geoffroy Ier de Grandpré devient seigneur de Château-Porcien.
En 1178, il est avec son frère Geoffroy à Château-Thierry alors que le comte de Champagne Henri Ier décide participer à une croisade afin de porter assistance aux francs installés en terre sainte face aux musulmans. Les deux frères accompagnent le comte dans son périple,.
En 1188, en accord avec le comte de Bar Thiébaut Ier, ils fondent ensemble une ville neuve au bord de la Wiseppe qu'ils nomment Beaufort et dotent de la charte de Beaumont. Cette ville neuve, fondée seulement six années après celle de Beaumont, aurait été la première d'une longue série à en avoir adopté la charte d'affranchissement,.
Henri II meurt entre 1188 et 1190 et aurait été inhumé dans l'abbaye de Foigny.

## Mariage et enfants
Entre 1145 et 1148, il épouse Liutgard de Luxembourg, fille de Guillaume Ier de Luxembourg, comte de Luxembourg, et de son épouse Liutgard von Beichlingen, avec qui il a au moins trois enfants, : 
- Henri III de Grandpré, qui succède à son père comme comte de Grandpré ;
- Robert de Grandpré, évêque de Verdun de 1208 jusqu'en février 1217 où le pape Honorius III le condamne et le destitue. Il meurt peu après, le 24 août 1217 ;
- un autre fils, cité comme décédé dans un acte de 1163, mais non nommé.

Son épouse Liutgard de Luxembourg serait décédée avant 1170 et aurait été inhumée au prieuré Saint-Médard de Grandpré.